# Yu-Gi-Oh!
Yu-Gi-Oh! (遊☆戯☆王, Yū-Gi-Ō!, lit. 'El rei dels jocs') és una sèrie de manga japonesa escrita i il·lustrada per Kazuki Takahashi. Va ser serialitzat a la revista Weekly Shōnen Jump de Shueisha entre setembre de 1996 i març de 2004. La trama segueix la història d'un nen anomenat Yugi Mutou, que resol l'antic Trencaclosques del Mil·lenni. En Yugi desperta un alter ego o esperit de joc dins del seu cos que resol els seus conflictes mitjançant diversos jocs.
La sèrie ha generat una franquícia que inclou múltiples sèries de manga i anime derivats, un joc de cartes comercials i nombrosos videojocs. La majoria d'aquestes encarnacions impliquen el joc de cartes de comerç fictici conegut com a Duel Monsters, on cada jugador utilitza cartes per desafiar-se en una batalla simulada de "monstres" de fantasia, el qual conforma el joc de cartes de Yu-Gi-Oh!. El manga es va adaptar a dues sèries d'anime; la primera adaptació d'anime va ser produïda per Toei Animation, que es va emetre d'abril a octubre de 1998, mentre que la segona, produïda per NAS i animada per Studio Gallop titulada Yu-Gi-Oh! Duel Monsters, emesa entre l'abril del 2000 i el setembre del 2004. Yu-Gi-Oh! Des d'aleshores s'ha convertit en una de les franquícies de mitjans més taquillera de tots els temps.

## Argument
Yu-Gi-Oh! explica la història d'en Yugi Mutou, un nen tímid a qui li encanten tota mena de jocs, però que sovint és assetjat. Un dia, resol un trencaclosques antic conegut com el Trencaclosques del Mil·lenni (千年パズル, Sennen Pazuru), cosa que fa que el seu cos aculli un esperit misteriós amb la personalitat d'un jugador empedreït. A partir d'aquest moment, cada vegada que en Yugi o un dels seus amics és amenaçat per aquells que tenen foscor al cor, aquest altre Yugi es mostra i els desafia a perillosos Jocs d'Ombres (闇のゲーム, Yami no Gēmu) que revelen la veritable naturalesa del cor d'algú. Els perdedors d'aquests concursos sovint són sotmesos a un càstig fosc anomenat Joc de Penes (罰ゲーム, Batsu Gēmu). Tant si es tracta de cartes, daus o jocs de taula de rol, s'enfrontarà als reptes de qualsevol i a qualsevol lloc.

## Contingut de l'obra

### Manga
Escrit i il·lustrat per Kazuki Takahashi, Yu-Gi-Oh! va ser serialitzat a la revista de manga shōnen de Shueisha Weekly Shōnen Jump del 17 de setembre de 1996 al 8 de març de 2004. Shueisha va recopilar els seus capítols en trenta-vuit volums tankōbon, publicats des del 4 de març de 1997, fins al 4 de juny de 2004.

### Anime

#### Yu-Gi-Oh!(Sèrie de 1998)
La primera adaptació a anime de Yu-Gi-Oh! va ser produïda per Toei Animation i es va emetre a TV Asahi entre el 4 d'abril de 1998 i el 10 d'octubre de 1998, amb 27 episodis i una pel·lícula estrenada el 6 de març de 1999.
Aquesta adaptació mai es va estrenar fora del Japó. Aquesta sèrie està molt abreujada del manga, saltant molts capítols i sovint canvia els detalls de les històries del manga que adapta, amb diverses diferències clau amb el manga. També afegeix un nou personatge habitual al grup, Miho Nosaka, que originalment era un personatge secundari d'un sol cop al manga. Aquesta adaptació no està relacionada amb cap altra obra de la franquícia.

#### Duel Monsters(Sèrie del 2000)
Yu-Gi-Oh! Duel Monsters, conegut fora del Japó simplement com Yu-Gi-Oh!, és la segona adaptació de la sèrie. Va ser produïda per Nihon Ad Systems i TV Tokyo, mentre que l'animació va ser feta per Studio Gallop. Adaptant el manga a partir del capítol seixanta en endavant, la sèrie presenta diverses diferències amb el manga i la sèrie produïda per Toei, i se centra principalment en el joc de Duel Monsters, acostant-se al joc de cartes de Yu-Gi-Oh! real. La sèrie es va emetre al Japó a TV Tokyo entre el 18 d'abril de 2000 i el 29 de setembre de 2004, i va tenir 224 episodis. Una versió remasteritzada de la sèrie, centrada en duels específics, va començar a emetre's al Japó a partir del 7 de febrer de 2015.

### Joc de cartes
El joc de cartes de Yu-Gi-Oh! és un joc de batalla de cartes col·leccionables japonès desenvolupat i publicat per Konami. Basat en el concepte Duel Monsters de la sèrie de manga original, en el joc els jugadors fan servir una combinació de monstres, encanteris i trampes per derrotar el seu oponent. Tret a la venda per primera vegada al Japó el 1999, el joc ha rebut diversos canvis al llarg dels anys, com ara la inclusió de nous tipus de monstres per coincidir amb el llançament de noves sèries d'anime. Té el Rècord Guinness al joc de cartes més venut del món amb unes vendes superiors als 22.500 milions de cartes venudes.
Al començament del joc cada jugador té 8000 punts de vida i un mínim de 40 cartes i un màxim de 60 cartes.
Es fan servir cartes de:
- trampa
- màgia
- monstres
- monstres de sincronia
- monstres de fusió
- monstres de ritual

Les cartes de trampa abans d'utilitzar-les s'han d'establir un torn abans.
Les cartes màgiques es poden utilitzar directament o en el torn de l'adversari, depèn del símbol de dalt a la dreta.
Les cartes de monstre es poden invocar en atac boca amunt i en defensa boca avall. Si t'ataca un monstre en atac amb un atac superior a la teva defensa t'envia la carta al cementiri, no et treu punts de vida, si tens una defensa superior que l'atac del monstre de l'oponent va al seu cementiri. Un monstre pot atacar 1 cop per torn.